# 酒井透
酒井透／サカイトオル（本名:さかい とおる、1960年 - ）は日本の写真家、カメラマンである。秘境・B級スポット探検家、漫画原作者、ビデオジャーナリストでもある。東京都新宿区出身。

## 経歴
大学卒業後、ザイール（現：コンゴ民主共和国）やパリなどに滞在。パパ・ウェンバを中心としたミュージシャンの取材撮影を行う。
80年代後半は、写真週刊誌「FOCUS」（新潮社）専属カメラマンを勤めた。
90年代は、アフリカ音楽やヒップ・ホップなどのミュージシャンの写真を撮りながら、ナイジェリアでフェラ・クティの取材撮影を行う。
97年には、フェラのデス・マスクを撮影。
フェラの死後は、国内外のＢ級モノを中心とした取材撮影を行う。
日本のメディアが取り上げる事の少ない人物やカルチャー、B級モノを追い続けている。

## 著書
- サカイトオル『中国B級スポットおもしろ大全』（2008年　新潮社）　 ISBN 4103070811